# Umaru Bangura
Umaru Bangura (* 7. Oktober 1987 in Freetown) ist ein sierra-leonischer Fußballspieler.

## Karriere

### Verein
Bangura, der als zentraler Verteidiger, aber auch defensiver Mittelfeldspieler eingesetzt wird, spielt seit 2005 in Europa. Seine Profikarriere begann er 2006 in Norwegen und spielte dort bis 2013 für Hønefoss BK und FK Haugesund; die nächsten beiden Spielzeiten stand er dann er in Belarus bei FK Dinamo Minsk unter Vertrag. Im Sommer 2016 wechselte er weiter in die Schweiz zum FC Zürich. und gewann dort zwei Jahre später mit dem Verein den nationalen Pokal durch einen 2:1-Sieg im Finale gegen die BSC Young Boys.
Im Januar 2021 wechselte er zu Neuchâtel Xamax. Seit dem Auslaufen des Vertrags Mitte 2022 war Bangura vereinslos und schloss sich 2023 dem FC Kallon an.

### Nationalmannschaft
In der A-Nationalmannschaft seines Heimatlandes spielt Bangura seit 2006 und bestritt bisher 49 Länderspiele, in denen er vier Treffer erzielen konnte. Er wurde als Kapitän der Nationalmannschaft seines Landes in den Kader beim Afrika-Cup 2022 berufen.

## Erfolge
- Schweizer Pokalsieger: 2018